# Hiroyuki Sanada
Hiroyuki Sanada (真田 広之 Sanada Hiroyuki?,  Tokio, 12 de octubre de 1960), cuyo verdadero nombre es Hiroyuki Shimosawa (下澤 廣之 Shimosawa Hiroyuki?), es un artista marcial, actor y cantante japonés.

## Vida y carrera
Sanada nació en Tokio. Originalmente planeando ser una estrella de acción, estudió el estilo Shorinji Kempo y más tarde tomó el Kyokushinkai. Sanada comenzó a entrenar a la edad de 11 años con el actor y estrella de artes marciales Sonny Chiba en el Japón Action Club, donde desarrolló buena parte de su capacidad en rondas de artes marciales, y pronto se convirtió en el protegido de Chiba. La carrera cinematográfica de Artes marciales de Sanada le encontró con Michelle Yeoh, con quien más tarde protagonizó Sunshine, dirigida por Danny Boyle. Él tiene una amistad de larga data con el también actor Jackie Chan, aunque no pudo protagonizar una película con él antes de Una pareja explosiva 3, en 2007. Sanada se acredita en su juventud a menudo como Henry, Harry, o Duke Sanada.
Sanada se ha establecido como un actor de carácter que es experto en tocar una variedad de papeles. Él fue notado por primera vez como un actor serio en la película Mahjong Hourouki dirigida por Makoto Wada. Desde entonces ha actuado en cada una de las películas de Wada, siendo en su mayoría trabajos llenos del humor y la nostalgia de las películas clásicas.
En 1999 y 2000, actuó con la Royal Shakespeare Company en su producción de El rey Lear, que le valió un honorario MBE en 2002. Muchos informes de prensa erróneamente afirmaron que Sanada recibió el MBE de honor por ser el primer actor japonés que llevaba a cabo un trabajo con la RSC. Esto no es correcto, ya que fue el actor japonés Togo Igawa quien trabajaría con la RSC en 1985 y se unió a la Royal Shakespeare Company en 1986. Sanada recibió una Orden del Imperio Británico honorífica por su "contribución a la difusión de la cultura británica en Japón a través de su actuación en una producción conjunta de Shakespeare."
Algunas de las películas más famosas de Sanada son Tasogare Seibei (El ocaso del samurái), Ringu, The Wolverine, Kaitō Rubí y tuvo una destacada actuación en El último samurái, personificando al samurái Ujio junto a Tom Cruise y Ken Watanabe. 
Sanada interpretó a Matsuda, el imperialista japonés que se hace amigo del personaje de Ralph Fiennes en la película de 2005 La condesa rusa, dirigida por James Ivory. Protagonizó la película china La promesa, dirigida por Chen Kaige, como el General Guangming. Sanada se ha visto en Hora Punta 3, con Jackie Chan y Chris Tucker y protagonizó en 2007 The City of Your Final Destination, otra película de James Ivory, en la que interpreta al amante más joven del personaje de Anthony Hopkins.
Sanada se unió al elenco de la serie de televisión de la ABC Perdidos en 2010 durante su sexta y última temporada. Él interpretó a Dogen, un miembro de alto rango de "Los otros". En marzo de 2011 se unió al elenco de la película de Keanu Reeves 47 Ronin, la primera adaptación al idioma inglés del Chushingura, la leyenda más famosa de la historia de los samurái de Japón sobre la lealtad y venganza.

## Filmografía

### Cine
| Año  | Título (Japonés/Español)                                                                   | Papel                  |
| ---- | ------------------------------------------------------------------------------------------ | ---------------------- |
| 1974 | Chokugeki Jigokuhen – (Puño Infernal)                                                      |                        |
| 1978 | Uchu kara no Messeji: Ginga Taisen – (Message from Space/Message from Space: Galactic War) | Ayato/"Phantom"        |
| 1978 | Shogun's Samurai                                                                           |                        |
| 1979 | Sanada Yukimura no Boryaku – (Renegade Ninjas/Death of the Shogun/The Shogun Assassins)    |                        |
| 1979 | Sengoku Jieitai – (papel menor en Slip GI Samurai / Hora)                                  |                        |
| 1980 | Bugeicho-Momochi Sandayu – (Shogun's Ninja)                                                |                        |
| 1980 | Tonda Kappuru – (The Terrible Couple)                                                      |                        |
| 1981 | Hoero! Takken – (Roaring Fire)                                                             |                        |
| 1981 | Moeru Yusha – (Burning Brave)                                                              |                        |
| 1981 | Bokensha Kamikaze                                                                          |                        |
| 1981 | Samurai Reincarnation – (Makai Tensho)                                                     |                        |
| 1981 | Uchu kara no Messeji – (Swords of the Space Ark/Message from Outer Space)                  |                        |
| 1982 | Kamata Koshinkyoku – (Fall Guy)                                                            |                        |
| 1982 | Dotonboringawa – (Lovers Lost)                                                             |                        |
| 1982 | Iga Ninpocho – (Ninja Wars/Black Magic Wars/Iga Magic Story)                               |                        |
| 1982 | Long Zhi Ren Zhe – (Ninja en la Guarida del Dragón)                                        |                        |
| 1983 | Satomi Hakkenden – (La leyenda de los ocho samuráis)                                       |                        |
| 1983 | Iga No Kabamaru                                                                            |                        |
| 1984 | Mahjong Horoki – (Mahjong Vagrant Life)                                                    |                        |
| 1984 | Kotaro Makaritoru – (There Goes Kotaro)                                                    |                        |
| 1984 | Irodori-gawa – (The Street of Desire)                                                      |                        |
| 1985 | Kamui no Ken – (Blade of Kamui/Dagger of Kamui/Revenge of the Ninja Warrior)               |                        |
| 1986 | Wong Ga Jin Si – (Royal Warriors) Junto a Michelle Yeoh                                    | Peter Yamamoto         |
| 1986 | Kataku no Hito – (Man of Desire)                                                           |                        |
| 1986 | Inujini seshi mono – (One Who Died in Vain)                                                |                        |
| 1987 | Hissatsu 4: Urami Harashimasu – (Sure Fire Death 4: We Will Avenge You)                    |                        |
| 1988 | Kaito Ruby – (Funny Robber Ruby)                                                           |                        |
| 1988 | Wong ga Jin si – (Royal Warriors/Line of Duty/Police Assassins/Ultra Force)                |                        |
| 1989 | Dotchi ni Suruno – (Which Do You Choose)                                                   |                        |
| 1990 | Byoin e Iko – (Let's Go To the Hospital)                                                   |                        |
| 1990 | Tsugumi                                                                                    |                        |
| 1990 | Rimeinzu - Utsukushiki Yushatachi – (Remains: Beautiful Heroes/Yellow Fangs)               |                        |
| 1992 | Keisho Sakazuki – (Succession Sake-saucer)                                                 |                        |
| 1992 | Byoin e Iko 2 – (Let's Go To the Hospital 2)                                               |                        |
| 1993 | Nemuranai Machi: Shinjuku Same – (Sleepless City – Shinjuku Shark)                         | Detective Same         |
| 1993 | Bokura wa Minna Ikiteiru – (We Are Not Alone/Made in Japan)                                |                        |
| 1994 | Hero Interview                                                                             | Jinta Todoroki         |
| 1994 | Kowagaru Hitobito – (Uneasy Encounters)                                                    |                        |
| 1994 | Chushingura Gaiden – Yotsuya Kaidan (Crest of Betrayal)                                    | Takuminokami Asano     |
| 1995 | Sharaku                                                                                    | Tonbo                  |
| 1995 | Kikyu Yobidashi – (Emergency Doctor/Emergency Call)                                        | Hideyuki Harada        |
| 1995 | East Meets West                                                                            | Kamijo Kenkichi        |
| 1995 | Sigaw ng Puso - (Shout of the Heart)                                                       |                        |
| 1998 | Tadon to Chikuwa – (Charcoal and Fishcake)                                                 |                        |
| 1998 | Rasen – (The Spiral)                                                                       | Ryûji Takayama         |
| 1998 | Ringu                                                                                      | Ryûji Takayama         |
| 1998 | D-Zaka no Satsujin Jiken – (D-Slope Murder Case)                                           |                        |
| 1999 | Ringu 2                                                                                    | Ryûji Takayama         |
| 2000 | Hatsukoi – (Primer amor)                                                                   | Shinichirô Fujiki      |
| 2001 | Minna no lye – (All About Our House)                                                       | Barman                 |
| 2001 | Onmyoji – (Yin Yang Master)                                                                | Douson                 |
| 2001 | Mayonaka made – (Round About Midnight)                                                     | Koji                   |
| 2002 | Tasogare Seibei – (The Twilight Samurai)                                                   | Seibei Iguchi          |
| 2002 | Sukedachiya Sukeroku – (Vengeance for Sale)                                                | Sukeroku Sukedachiya   |
| 2003 | El último samurái                                                                          | Ujio                   |
| 2005 | The White Countess                                                                         | Matsuda                |
| 2005 | Bokoku no Aegis – (Aimless Aegis)                                                          | Hisashi Sengoku        |
| 2005 | Wuji – (The Promise)                                                                       | General Guangming      |
| 2007 | Rush Hour 3                                                                                | Kenji                  |
| 2007 | The City of Your Final Destination                                                         | Pete                   |
| 2007 | Sunshine                                                                                   | Kaneda                 |
| 2008 | Speed Racer                                                                                | Sr. Musha              |
| 2013 | The Wolverine                                                                              | Shingen                |
| 2013 | 47 Ronin                                                                                   | Ôishi                  |
| 2013 | The Railway Man                                                                            | Takeshi Nagase         |
| 2015 | Minions                                                                                    | Sumo Villano (voz)     |
| 2015 | Mr. Holmes                                                                                 | Tamiki Umezaki         |
| 2017 | Life                                                                                       | Sho Murakami           |
| 2019 | Avengers: Endgame                                                                          | Akihiko                |
| 2021 | Mortal Kombat                                                                              | Hanzo Hasashi/Scorpion |
| 2021 | Minamata                                                                                   | Mitsuo Yamazaki        |
| 2021 | Army of the Dead                                                                           | Bly Tanaka             |
| 2022 | Bullet Train                                                                               | El Anciano             |
| 2023 | John Wick: Chapter 4                                                                       | Shimazu Koji           |
| 2025 | Mortal Kombat 2                                                                            | Hanzo Hasashi/Scorpion |

### Televisión
| Año  | Título (Japonés/Español)                         | Papel               | Notas                            |
| ---- | ------------------------------------------------ | ------------------- | -------------------------------- |
| 1978 | Yagyu Clan Conspiracy                            |                     |                                  |
| 1978 | Abarenbo Shogun                                  |                     |                                  |
| 1978 | Seven Detectives                                 |                     |                                  |
| 1979 | Uchu Kara no Messeji: Ginga Taisen – (Sankuokai) | Ayato               |                                  |
| 1980 | Yagyu Abare Tabi                                 |                     |                                  |
| 1981 | Kage no Gundan II – (Shadow Warriors II)         |                     |                                  |
| 1982 | Kage no Gundan III – (Shadow Warriors III)       |                     |                                  |
| 1982 | Yagyu Jube Abare Tabi                            |                     |                                  |
| 1984 | Sabarashiki Sakasu Yaro                          |                     |                                  |
| 1984 | Chōdenshi Bioman – (Super Electronic Bioman)     |                     |                                  |
| 1985 | Kage no Gundan IV – (Shadow Warriors IV)         |                     |                                  |
| 1985 | And Then, War is Over                            |                     |                                  |
| 1985 | Ninja Akakage                                    |                     |                                  |
| 1987 | Dokuganryu Masamune – (One-Eyed Dragon Masamune) | Matsudaira Tadateru | Drama Taiga                      |
| 1987 | Sweet Memories                                   |                     |                                  |
| 1987 | Dokyusei wa 13 sai                               |                     |                                  |
| 1987 | Ore to Aneki – (Yo y mi hermana)                 |                     |                                  |
| 1988 | Tokugawa Ieyasu/Ieyasu Tokunaga                  | Ishida Mitsunari    |                                  |
| 1988 | NY Love Story                                    |                     |                                  |
| 1988 | I Love You So Much                               |                     |                                  |
| 1989 | Sakamoto Ryoma                                   | Sakamoto Ryōma      |                                  |
| 1989 | Oda Nobunaga                                     | Matsudaira Motoyasu | Película de TV.                  |
| 1990 | Shingo Juban Shobu                               |                     |                                  |
| 1991 | Taiheiki                                         | Ashikaga Takauji    | Drama Taiga                      |
| 1992 | Seiteki Mokushi Roku                             |                     |                                  |
| 1992 | Shimizu Jirocho                                  |                     |                                  |
| 1993 | Koko Kyoshi – (Profesor de Secundaria)           | Takao Hamura        |                                  |
| 1993 | Toyotomi Hideyoshi                               | Azai Nagamasa       |                                  |
| 1994 | The Reason I Owed to Her                         |                     |                                  |
| 1995 | Abe Ichizoku – (Abe Clan)                        |                     | Película de TV                   |
| 1995 | Seiya no Kiseki – (Milagros en la Noche Santa)   |                     |                                  |
| 1996 | Hideyoshi                                        | Ishida Mitsunari    | Drama Taiga                      |
| 1997 | Kon'na Koi no Hanashi – (La historia de amor)    | Shuichiro Harashima | Película de TV                   |
| 1997 | Shin Hanshichi Torimonocho                       | Hanshichi           |                                  |
| 1998 | Tabuloido - (Tabloid)                            | Toshihito Manabe    |                                  |
| 1998 | Sono Otoko no Kyofu – (That Man's Fear)          |                     |                                  |
| 1999 | Furuhata Ninzaburō                               |                     |                                  |
| 1999 | Summer of Detectives                             |                     |                                  |
| 1999 | Kujira o Mita hi                                 |                     |                                  |
| 2001 | Hikon Kazoku – (Soltero de Familia)              | Yousuke Matoba      |                                  |
| 2004 | Locked-in Shokogun – (Locked-in Syndrome)        |                     |                                  |
| 2010 | Lost                                             | Dogen               |                                  |
| 2011 | Revenge                                          | Satoshi Takeda      |                                  |
| 2014 | Helix                                            | Dr. Hiroshi Hatake  |                                  |
| 2014 | Extant                                           | Hideki Yasumoto     |                                  |
| 2016 | The Last Ship                                    | Takehaya            | 9 episodios                      |
| 2018 | Westworld                                        | Musashi             | 2 episodios                      |
| 2022 | Hawkeye                                          | Akihiko             | 1 episodio (material de archivo) |
| 2023 | Shōgun                                           | Lord Toranaga       |                                  |

## Teatro
| Año  | Título (Japonés/Español)   | Papel |
| ---- | -------------------------- | ----- |
| 1978 | Yagyu Clan Conspiracy      |       |
| 1981 | Yagyu Jube                 |       |
| 1984 | Yukai na Kaizoku Daiboken  |       |
| 1985 | Tenshu Story               |       |
| 1986 | Stuntman Story             |       |
| 1986 | Romeo and Juliet           |       |
| 1987 | Little Shop of Horrors     |       |
| 1988 | Big River                  |       |
| 1989 | Broadway Bound             |       |
| 1993 | Moonlit Club               |       |
| 1994 | Paper Moon                 |       |
| 1998 | Hamlet                     |       |
| 1999 | King Lear                  |       |
| 2000 | Okepi! – (La orquesta Pit) |       |